# Vandellia eremophiloides
Vandellia eremophiloides är en tvåhjärtbladig växtart som först beskrevs av W.R.Barker, och fick sitt nu gällande namn av Fischer, Schäferhoff och Müller. Vandellia eremophiloides ingår i släktet Vandellia och familjen Linderniaceae. Inga underarter finns listade i Catalogue of Life.